# Terashima Munenori

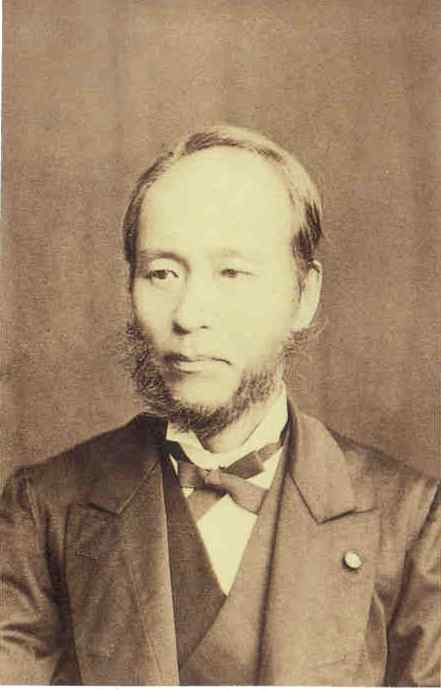
Terashima Munenori

Terashima Munenori (japanisch 寺島宗則; geboren 21. Juni 1832 in der Provinz Satsuma (heute ungefähr Präfektur Kagoshima); gestorben 6. Juni 1893) war ein japanischer Diplomat und Politiker.

## Leben und Werk

### Frühe Jahre

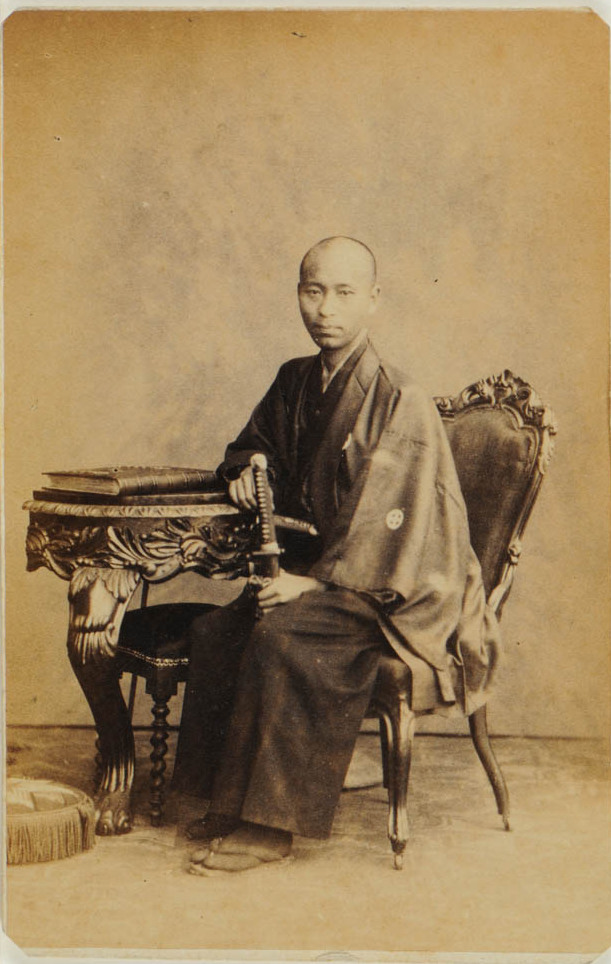
Matsuki Kōan (Terashima Munenori) als Mitglied einer japanischen Delegation in Den Haag, in den 1860er Jahren fotografiert von Robert Severin

Terashima Munenori wurde als zweiter Sohn von Nagano Shigemune, einem niederen Samurai (郷士, gōshi) geboren. Im Alter von fünf Jahren wurde er von seinem Onkel Matsuki adoptiert und erhielt den Namen Matsuki Kōan (松木弘安). Er begab sich 1845 nach Edo und studierte Niederländisch bei den Ärzten Itō Genboku (伊東玄朴; 1801–1871) und Kawamoto Yukitami (川本 幸民; 1810–1871). Ab 1855 besuchte er die Lehrstätte für Niederländisch, die Fukuzawa Yukichi in der Residenz des Nakatsu-han betrieb. 1856 wurde er Lehrer am Bansho-Shirabesho und kehrte 1856 nach Hause zurück, um Arzt des Satsuma-Daimyō Shimazu Nariakira zu werden. Shimazu starb zwei Jahre später, Terashima kehrte daraufhin nach Edo zurück, um wieder am Bansho Shirabesho zu unterrichten. Während er dort Niederländisch unterrichtete, begann er 1857 Englisch zu lernen.
1861 wurde Terashima von Mitsukuri Shūhei (箕作 秋坪; 1826–1886) und Fukuzawa Yukichi ausgewählt, als Dolmetscher und Arzt der 1. Europäischen Mission des Shogunats, der Takenouchi-Mission teilzunehmen. Auf der Reise wurde ihm klar, dass Niederländisch in Europa nicht besonders wichtig war, und wandte sich verstärkt dem Englischen zu. Bei der Bombardierung Kagoshimas durch britische Kriegsschiffe 1863, ausgelöst durch den Namamugi-Zwischenfall, wurde er, das Dampfschiff Aotaka-maru (青鷹丸) kommandierend, von britischen Truppen festgenommen. 1865 war er Mitglied der vom Satsuma-han organisierten Europareise (薩摩藩遣英使節団, Satsuma-han ken-Ei shisetsudan), auf der Frankreich, Preußen, die Niederlande und Belgien besucht wurden. Spätestens seit der Zeit nannte er sich Terashima.

### Nach der Meiji-Restauration
Nach der Meiji-Restauration trat Terashima in den diplomatischen Dienst und nutzte seine Erfahrungen aus den europäischen Missionen. So wurde er Ratgeber für auswärtige Angelegenheiten (参与外国事務掛, San’yo gaikoku jimu-gakari), Gouverneur der Präfektur Kanagawa (神奈川県知事, Kanagawa-ken chiji) und 1869 stellvertretender Außenminister (外務大輔, Gaimu taifu).
Als 1873 in der Korea-Frage Außenminister Soejima Taneomi zurücktrat, wurde Terashima sein Nachfolger. In dieser Funktion verhandelte er 1875 den Vertrag von St. Petersburg mit Russland und entwickelte 1878 die Yoshida-Evats-Vereinbarung, in dem die USA die Tarif-Autonomie Japans anerkannten.
Terashima war auch der Verantwortliche bei den Verhandlungen zum „Maria-Luz-Zwischenfall“, bei dem es um die Rechte schlecht versorgter Chinesen auf dem peruanischen Schiff ging, das einen Hafen in Japan angelaufen hatte.
Später war Terashima Kultusminister, Gesandter in den USA und Vizepräsident des Sūmitsu-in.